# Afanloum
Afanloum est une commune du Cameroun située dans la région du Centre et le département de la Méfou-et-Afamba.

## Population
Lors du recensement de 2005, la commune comptait 1 787 habitants, dont 401 pour Afanloum proprement dit

## Organisation

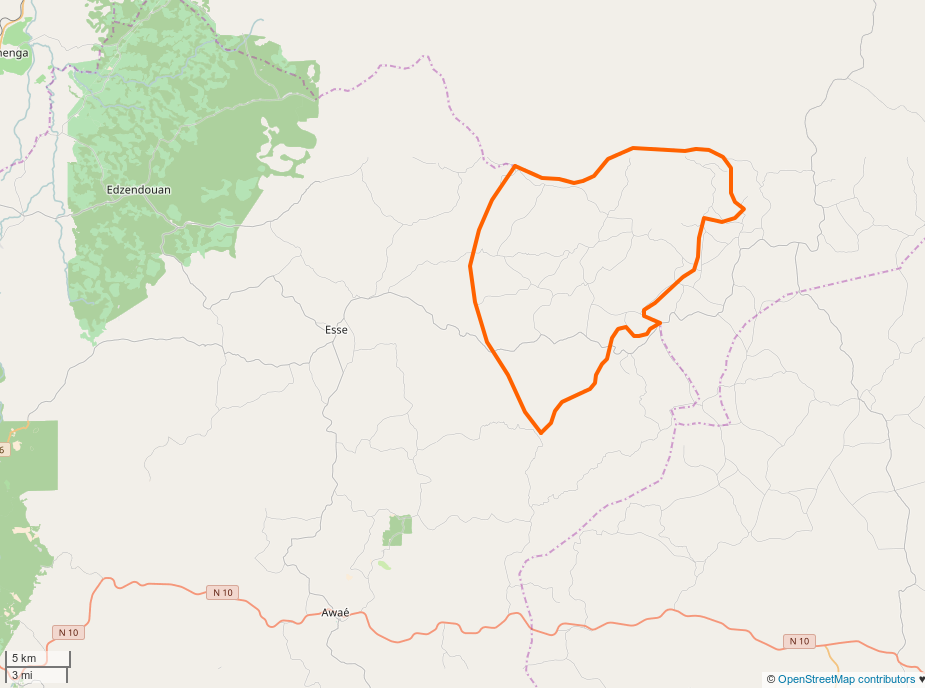

Outre Afanloum, la commune comprend les villages suivants :
- Bissong
- Etombang
- Mekom
- Meva Meboto
- Mvom
- Ngoungoumou
- Nlong